# Cordyla somalensis
Cordyla somalensis é uma espécie de legume da família Leguminosae.
Apenas pode ser encontrada na Somália.